# Steffi Jones
Stephanie Ann Jones (Frankfurt, 22 de desembre de 1972) és una antiga futbolista alemanya.
Va jugar a la Bundesliga en el SG Praunheim (88-91, 92-93, 94-95), el FSV Frankfurt (91-92, 95-96), el TuS Niederkirchen (93-94), el SC Bad Neuenahr (98-00) i el 1. FFC Frankfurt (00-07), amb el qual va guanyar dues Lligues de Campions. També va jugar als Estats Units (Washington Freedom, 02-03).
Amb la selecció alemanya va jugar 111 partits entre 1993 y 2007, guanyant dos Mundials, dos bronzes olímpics i dues Eurocopes. Tras retirarse en 2007, va presidir el comité organitzados del Mundial Alemanya 2011, i des de 2015 és la seleccionadora assistent de la selecció alemanya.